# حسابرسی فناوری اطلاعات

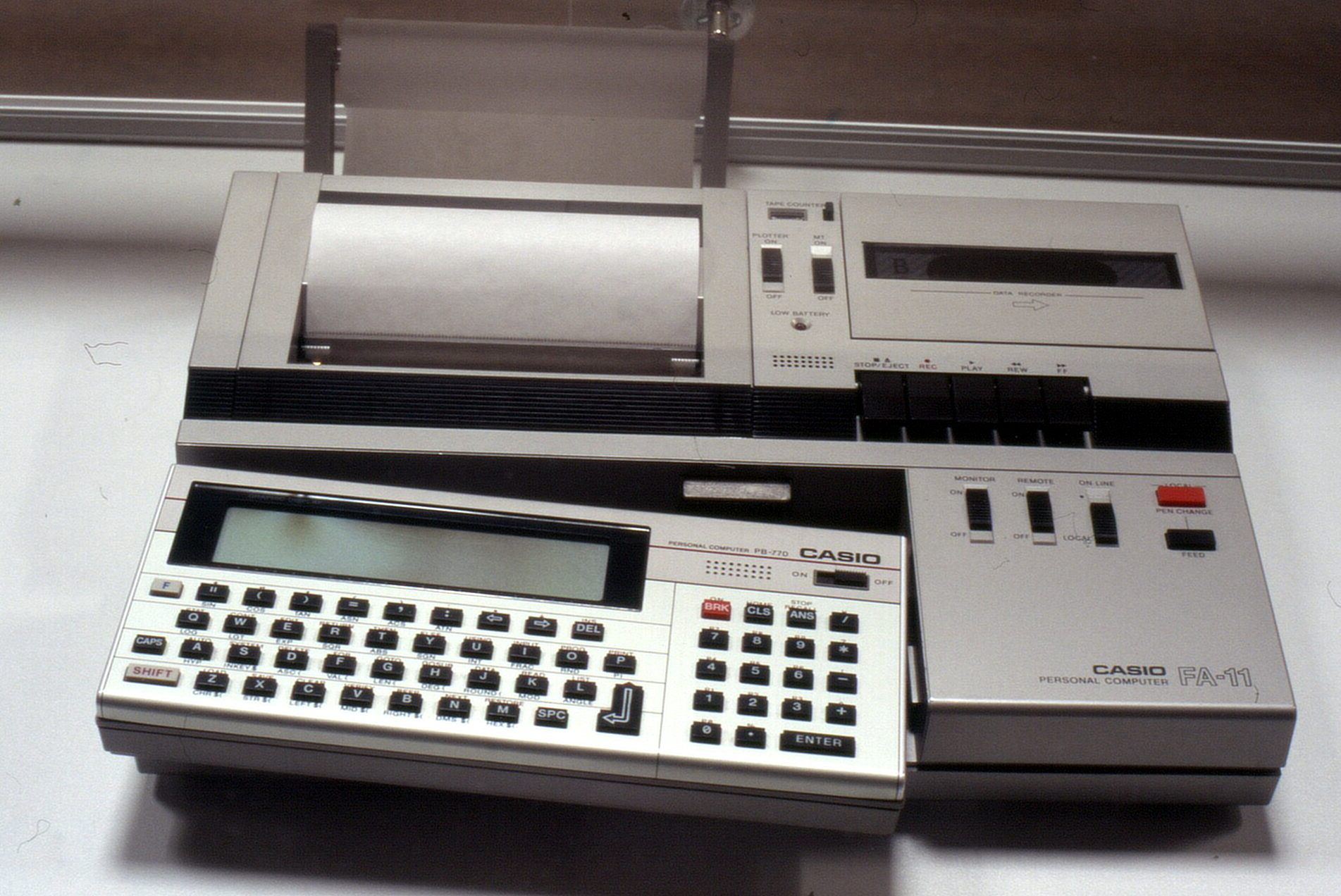
کامپیوتر جیبی کاسیو pb ۷۷۰ که بدین منظور استفاده می شد. هم اکنون این کامپیوتر در موزه نگهداری میشود.

حسابرسی فناوری اطلاعات یا حسابرسی سیستم‌های اطلاعاتی، به ارزیابی کنترل‌های مدیریت بر تشکیلات فناوری اطلاعات سازمان می‌پردازد. در این ارزیابی، شواهدی از ایمنی، نگهداری یکپارچۀ داده و اثربخشی عملیاتی سیستم جهت دستیابی به اهداف سازمانی جمع‌آوری می‌گردد. این بررسی‌ها می‌تواند همگام با حسابرسی صورت‌های مالی، حسابرسی داخلی یا سایر موارد خدمات شهادت‌دهی انجام شود.
حسابرسی فناوری اطلاعاتی همچنین تحت عنوان "حسابرسی پردازش خودکار داده" و "حسابرسی کامپیوتری" نیز شناخته می‌شود. نام پیشین این قبیل خدمات، "حسابرسی پردازش الکترونیکی داده" بود.